# Helmut Naujoks
Helmut Naujoks (* 1967) ist ein deutscher Jurist und Autor. Während er sich selbst als konsequenten Arbeitgeberanwalt bezeichnet, wird er von verschiedenen Medien „Der Rausschmeißer“ genannt. Zu seinen grundlegenden Positionen gehören grundsätzliche Kritik gegenüber Betriebsräten und die Feststellung, jedem Arbeitnehmer, auch den „Unkündbaren“, kündigen zu können. Laut ver.di stehe Naujoks für die Durchsetzung organisierten Union Bustings in Deutschland.

## Leben
Nach dem Studium der Rechtswissenschaften an der Universität Bochum ließ sich Naujoks als Anwalt in Düsseldorf nieder und spezialisierte sich auf Arbeitsrecht. Er vertritt dabei „aus innerer Überzeugung“ ausschließlich Arbeitgeber, die er auf Schwachstellen der gesetzlichen Regelungen zum Kündigungsschutz für Betriebsräte und andere Arbeitnehmer hinweist. Im Jahr 2009 waren für seine Arbeit Stundensätze von 350 Euro die Regel. Naujoks wird vorgeworfen, eine geplante „Eskalation nach Drehbuch“ für unliebsame Mitarbeiter zu erstellen und so deren Kündigung zu erreichen. Eine Betriebsratsvorsitzende erklärte dazu wörtlich: „Was Herr Naujoks macht, ist meines Erachtens Psychoterror“.
Günter Wallraff gab sich 2009 für eine investigative Reportage gegenüber Naujoks als Unternehmer aus. Dieser legte ihm bei einem Treffen dar, dass er sich darauf spezialisiert habe, unliebsame Betriebsräte, Schwangere oder Behinderte aus Unternehmen zu mobben. In der unter dem Titel Wer nicht spurt, fliegt raus! Wen schützt der Kündigungsschutz? ausgestrahlten Fernsehsendung Maybrit Illner vom 15. Oktober 2009 forderte Wallraff, Naujoks aufgrund seiner fragwürdigen Methoden aus der Rechtsanwaltskammer auszuschließen. In den Jahren 2013 und 2014 warfen Wallraff und die Gewerkschaft NGG Naujoks erneut unlautere Methoden vor, nachdem dieser im Auftrag des Burger-King-Franchisepartners Yi-Ko Holding auf unliebsame Mitarbeiter angesetzt worden war und Betriebsräte mit unbegründeten Kündigungsklagen überzogen hatte.

## Die Seniorenresidenz
Wegen schwerwiegender Verletzung von Persönlichkeitsrechten wurde Naujoks vom Arbeitsgericht Gießen mit Entscheidung vom 10. Mai 2019 zu einer gemeinschaftlichen Entschädigung von 20.000 Euro verurteilt (3 Ca 433/17). Dabei ging es zur Überzeugung des Gerichts um „fingierte“ Kündigungsgründe zur „Entsorgung“ unliebsamer Betriebsrätinnen. Der ganze „Schwindel“ flog auf, nachdem einer der eingeschleusten „Lockspitzel“ einer Detektei auspackte. Über den schändlichen „Tequila-Trick“ im „Seniorenheim von Bad Nauheim“ am „Kaiserberg“ tief in der Nacht auf den 28. Januar 2012 gegen halb zwei berichtete die Süddeutsche Zeitung am 4. Juli 2017 auf Seite 3 sowie die Gießener Allgemeine Zeitung vom 14. Juli 2017 unter der Schlagzeile: „Intrige im Altersheim: Detektive erfinden Kündigungsgründe“ mit Kommentar zu den Einlassungen vom 5. Juli 2017 der Geschäftsführerin der Alten- und Pflegeheim Schacht GmbH. Bericht aus dem Gerichtssaal mit „Hintergrund“ in der Wetterauer Zeitung vom 14. Mai 2019.
2017 erschien ein NDR-Kurzvideo zur „geradezu kriminellen Inszenierung“ in der Senioren-Residenz. Dazu Panorama: „Arbeitgeber, die so etwas tun, unterminieren das Vertrauen in unser Wirtschaftssystem... Sie stacheln dazu an, unser Wirtschaftssystem zu verachten.“

## Schriften
- Kündigung von „Unkündbaren“. Management & Karriere-Verlag, Düsseldorf 2002, ISBN 3-929253-16-X. 3. überarbeitete Auflage 2012, ISBN 978-3-929253-22-1.
- Schwarzbuch Betriebsrat. Management & Karriere-Verlag, Düsseldorf 2010, ISBN 978-3-929253-21-4.